# فروت آو لوم
فروت آو لوم (انگلیسی: Fruit of the Loom؛ معنای تحت‌اللفظی: ثمرهٔ نساجی) یک شرکت آمریکایی است که کارش تولید پوشاک و به‌ویژه لباس زیر و لباس راحتی است. مقر و ساختمان مرکزی این شرکت در شهر بولینگ گرین ایالت کنتاکی واقع شده‌است. از سال ۲۰۰۲ میلادی، این شرکت یکی از شرکت‌های تابعهٔ هُلدینگ خوشه‌ای برکشیر هاتاوی شده‌است.
برخی از انواع پوشاکی که توسط این شرکت و شرکت‌های زیرمجموعه‌اش تولید می‌شود عبارتند از: تی‌شرت، هودی، ژاکت، شورت، لباس زیر زنانه و تجهیزات ورزشی (همچون سافت‌بال و توپ بسکتبال) که توسط شرکت مشهور اسپالدینگ (از زیرمجموعه‌های فروت آو لوم) تولید و بازاریابی می‌شود.